# جاش رایت
جاش رایت (انگلیسی: Josh Wright؛ زادهٔ ۶ نوامبر ۱۹۸۹) یک بازیکن فوتبال اهل بریتانیا است.